# Cierva C.30
Le Cierva C.30 est un autogire conçu par Juan de la Cierva et construit sous licence de la Société Cierva Autogiro Company par AV Roe & Co Ltd. (Avro) en Angleterre, par Lioré et Olivier en France et par Focke-Wulf en Allemagne. La version britannique est le Avro 671 Rota.